# Roeselia strigivena
Roeselia strigivena är en fjärilsart som beskrevs av George Francis Hampson 1894. Roeselia strigivena ingår i släktet Roeselia och familjen trågspinnare. Inga underarter finns listade.